# Koninkrijk Xhieng Khuang
Xhieng Khuang was een van de koninkrijkjes in het berggebied tussen Laos en Vietnam. Er wordt algemeen aangenomen dat de staat gevormd is in 698 onder de naam: Muang Maharatanaburirom Phommachakkhati
Simahanakkharatakkasela Nakhon Xiang Khuang Rajathani.
In de 14e eeuw maakte het voor korte tijd deel uit van Lan Xang. In de loop van de geschiedenis was het echter meestal een onafhankelijke staat of een vazal van een Vietnamese staat. De Vietnamese naam voor deze vazalstaat is Tran Ninh. In het begin van de 19e eeuw werden er vele veldslagen geleverd in het gebied en in 1832 namen de Vietnamezen onder keizer Minh Mạng de koning van Xhieng Khuang gevangen en executeerden hem in Huế. Hieropvolgend werd het koninkrijk een onderdeel van het protectoraat Annam. In 1835 annexeerde Siam het gebied. In 1848 werd het weer als een vazalstaat bij Vietnam gevoegd. In 1851 werd de onafhankelijkheid hersteld. In 1875 annexeerde Siam het gebied wederom, om een jaar later in 1876 de soevereiniteit wederom te herstellen. In 1887 werd het weer een vazal van Siam, dat het in 1888 annexeerde. In 1893 werd het gebied overgenomen door de Fransen die het bij hun gebieden in Laos voegden. De reden van de laatste annexatie door Siam is dat de Chinese Ho in die tijd regelmatig het gebied onveilig maakten. De koning van Xhieng Khuang vroeg daarom om Siamese steun. 

## Koningen van Xhieng Khuang (voor zover bekend)
- 1687 - ? Chao Kham Lan
- ? - ? Chao Kham Phuttha
- ? - ? Chao Kham Sattha
- ? - ? Chao Bun Lang Thai
- ? - ? Chao Bun Lot
- ? - ? Chao Kham Bun Khong
- ? - ? Phraña Kham Thewo (regent)
- ? - ? Chao Bun Chan
- ? - 1751 Chao Kham Un Muang
- 1751 - 1753 Chao Ong Lo (1e periode)
- 1753 Chao Ong Bun
- 1753 - 1779 Chao Ong Lo (2e periode)
- 1779 - 1781 Chao Ong Si Phom
- 1781 - 1782 Chao No Muang
- 1782 - 1802 Chao Som Phu
- 1802 - 1803 Chao Xiang
- 1803 - 1832 Chao Suthakasuvannakuman
- 1832 - 1835 Chao San (regent) Onderdeel van Annam
- Geannexeerd door Siam
- 1848 - 1865 Phra Chao Issarasettha
- 1865 - 1874 Chao Ung
- Geannexeerd door Siam
- 1876 - 1887 Chao Khanti
- 1887 - 1888 Thao Xiang Phet (regent) Vazaal van Siam